# Pseudopyrausta cubanalis
Pseudopyrausta cubanalis là một loài bướm đêm trong họ Crambidae.